# Muv-Luv
Muv-Luv (яп. マブラヴ Мабу Раву) — японский визуальный роман, выпущенный компанией Âge как эроге для PC 28 февраля 2003 года. Позже были выпущены новые версии игры для PC, Xbox 360 и PlayStation 3, где были убраны элементы эротического характера. Включая 2 кинетические новеллы Muv-Luv Extra (яп. マブラヴ エクストラ) и Muv-Luv Unlimited (яп. マブラヴ アンリミテッド), геймплей игры следует сюжетной линии, игрок следует по заранее определённом сценариям, взаимодействуя с персонажами и главными героинями истории. После выхода первой игры 24 апреля 2006 года для PC было выпущено продолжение игры, где сюжет развивается в Muv-Luv Unlimited. Также были выпущены дополнения Muv-Luv Supplement (яп. マブラヴ サプリメント) и Muv-Luv Altered Fable (яп. オルタード ALTERED FABLE), предлагающее альтернативное развитие сюжета, а также, дополнительные короткие истории, обои для рабочего стола и аудио-драмы.
На основе игры были выпущены 3 серии манги, которые публиковались издательством MediaWorks (позже ставшей ASCII Media Works). Серии манги выходили в журнале Dengeki Daioh. Позже издательством Shueisha публиковалось ранобэ, основанное на сюжете игр Muv-Luv и Muv-Luv Alternative, включающий в себя 7 томов. Издательство Enterbrain также публиковало своё ранобэ, основанное на сюжете игры Muv-Luv Alternative: Total Eclipse. Также изменённая версия ранобэ Total Eclipse, была адаптирована в мангу издательством ASCII Media Works, а в 2012 году студией Satelight был выпущен аниме-сериал, который впервые транслировался в Японии со 2 июля по 23 декабря 2012 года.

## Сюжет
Основное действие происходит в современном мире с альтернативной историей, согласно которой во время Китайско-Канадской экспедиции на Луну в 1967 году все члены экипажа были убиты таинственными инопланетянами Бета, обнаруженными на Марсе в 1958 году. В 1973 году Бета вторглись на Землю, уничтожая целые страны и пожирая всех людей на своём пути. В 2001 году численность населения составляла 2,2 млрд человек, практически все жители Евразии были истреблены, а в остальных уголках мира царит хаос, голод и нищета, политика ООН среди беженцев пропиталась коррупцией и тоталитаризмом, а военные стали составлять своеобразную элиту. Советский Союз и США основали мощные военные базы на Камчатке и Аляске. Когда в 1998 году Бета напали на Японию, которая долгое время устойчиво могла сдерживать целостность страны и стабильность экономики, они уничтожили за первую неделю 6 миллионов человек, однако Япония сумела отбить армию Бета, потеряв при этом южную часть острова. К началу основных событий люди сумели сконструировать огромных человекообразных роботов, пилотируемых людьми, с помощью которых можно отбиваться от Бета. Однако большинство молодых пилотов умирает в течение «критических 8 минут», в основном из-за попадания Бета-лазерников. Несмотря на критическую обстановку на Земле и плотного сотрудничества сверхдержав, отношения между ними остаются напряжёнными, особенно между СССР и США с Японской империей. Несмотря на это, державы обязаны проводить совместные учения и приобщать молодых пилотов к интернационализму и дружбе, чтобы объединить все силы против Бета.

## Персонажи

### Alternative: Total Eclipse
Юя Бриджес (яп. ユウヤ・ブリッジス Ю:я Буриддзису) — главный герой аниме и второй лейтенант армии США и главный пилот команды, созданной в рамках американо-японской программы XFJ. Вырос на глубоком юге США, в провинциальном городке, где фактически не проживало людей небелого происхождения. Юя — полукровка, который родился в результате романа американки и японского солдата. Из-за азиатской внешности, его презирал собственный дед и одноклассники. В результате Юя стал ревностным патриотом США и испытывал отвращение ко всему японскому, отрицая своего отца. Был одним из лучших пилотов американских ТСФ, но из-за того, что японские ТСФ управляются иначе, сначала плохо справлялся с ними и быстро ссорится с Юи, не скрывая свою неприязнь ко всему японскому, она же всё время отчитывает парня, указывая на его бесполезность, а Юя в ответ грубит и унижает её разными способами. Однако позже начинает постепенно сближаться с ней и адаптируется к новому ТСФ, прозвав его «голубой свет». Позже, его неприязнь к японскому проходит, и даже наоборот, он начинает гордиться своим полу-японским происхождением и верить в то, что японская техника всегда будет удивлять всё человеческое общество. Он также единственный, кто дружит с красными близняшками и узнаёт, что вопреки слухам, они вовсе не плохие.
Сэйю: Дайсукэ Оно
Юи Такамура (яп. 篁 唯依 Такамура Юи) — главная героиня истории, она дочь одного из создателя ТСФ и легендарного солдата в Японии, за что её прозвали принцессой, в самом начале проходила тренировки со своими подружками на ТСФ, однако, когда на Японию напали Бета, их ещё неопытными выпустили на поле боя в городе Киото. Юи стала свидетелем, как всех её подруг и командира по очереди убивали Бета, и когда казалось, что самое ужасное позади, троих оставшихся девушек сбили, и на глазах у Юи последних двух девушек заживо съедают Бета, последнюю она по просьбе убивает, чтобы та сумела мгновенно умереть до того, как её съедят. Сама Юи чудом остаётся живой, когда к ней прибывают на помощь другие пилоты, уничтожив Бета. Через несколько лет Юи становится лейтенантом имперской гвардии Японии. Она сама радикально меняется и становится крайне серьёзной и угрюмой после трагедии с её первым настоящим боем на роботе. Она сначала очень плохо относится к Юе, видя его смятение во время боя и открытую японофобию, и всё время отчитывает, указывая на полную неопытность и неспособность парня пилотировать. Но позже становится более мягкой к Юе, узнав о его тяжёлом детстве и начинает питать романтические чувства.
Сэйю: Маи Накахара
Ибрагим Даль (яп. イブラヒム・ドーゥル Ибурахиму До:уру) — командир команды Аргод и формальный лейтенант 94 турецкого батальона «Кобра», очень дорожит пилотами своей команды, так как на европейском фронте потерял практически всех своих союзников. Широко известен помощью беженцам на Ближнем востоке, но не считает себя героем. Практически во всех ситуациях остаётся спокойным и здравомыслящим.
Сэйю: Рикия Кояма
Талиса Манандаль (яп. タリサ・マナンダル Тариса Манандару) — второй лейтенант непальской армии и пилот ТСФ, является Гуркхой, известная духом доблести и победы. Несмотря на свой статус, она похожа на маленького подростка, вспыльчива, весёлая и делает раньше, прежде чем подумает. За это в команде её часто дразнят, давая ей разные клички. Выступает за дружбу вне зависимости от того, откуда человек прибыл.
Сэйю: Сакура Ногава
Валерио Гиагоса (яп. ヴァレリオ·ジャコーザ Варэрио Дзяко:дза) — второй лейтенант Италии и пилот ТСФ. Очень дружелюбный, умный. Любит кокетничать с дамами и подкалывать главных героев, особенно Талису и Юю.
Сэйю: Кэндзи Хамада
Стелла Бремер (яп. ステラ・ブレーメル Сутэра Бурэ:мэру) — второй лейтенант Швеции и пилот ТСФ, она профессиональный снайпер. Очень добрая, однако любит порой дразнить своих товарищей. Плохо относится к СССР и русским в целом.
Сэйю: Саяка Охара
Винсент Ловелл (яп. ヴィンセント·ローウェル Винсэнто Ро:эру) — сержант армии США и главный механик Базы «Юкон», лучший друг Юйи.
Сэйю: Томокадзу Сугита

### Красные близняшки
- Две сестры-пилота, и центральные фигуры сериала наряду с Юей и Юи, о которых мало чего известно, кроме того, что они являются сильнейшими пилотами Советской армии и во время тренировок показывают самые лучшие результаты, безжалостно уничтожая врагов. За это их боятся, в частности, когда они должны посещать совместные мероприятия и учения. Когда Юя с ними знакомится, он понимает, что они вовсе не страшные, а любящие сёстры, со своими мечтами и интересами, которые однако просто не имеют возможности общаться с остальными, так как советские базы проводят политику строгого изоляционизма.

Криска Бяченова (яп. クリスカ・ビャーチェノワ Курисука Бя:тэнова) — элитный ТСФ пилот Советской армии. Старшая из красных близняшек, она очень серьёзная и с первого взгляда кажется холодной, но очень дорожит Инией, как младшей сестрой. Так как Криска выросла в лабораторных условиях, она практически ничего не знает о человеческих отношениях и впервые от Юйи узнала, что такое любовь, позже она влюбляется в него, сначала не понимая свои чувства.
Сэйю: Хитоми Набатамэ
Иния Шестина (яп. イーニァ・シェスチナ И:ниа Сэсутина) — младшая из красных близняшек, элитный пилот ТСФ. Внешне похожа на подростка. Самая безобидная из всех персонажей. Она носит всегда при себе игрушечного мишку, которого прозвала «Миша». Очень добрая и наивная. Доверяет своей старшей сестре. Однажды из-за своего невежества завела Юю в советскую базу, где парня поймали и готовы были допрашивать под пытками. Позже влюбляется в Юю.
Сэйю: Мамико Ното

### Пилоты ТСФ
Фикация Латрова (яп. フィカーツィア・ラトロワ Фика:циа Раторова) — командир батальона пилотов ТСФ, состоящих из национальных меньшинств бывших советских республик. Несмотря на то, что её подчинённые очень озлобленно относятся с русским (избивали Криску), Советскому Союзу да и ко всем элитным пилотам американской базы (в частности возненавидели Юю), Фикация закрывает на это глаза, так как знает политику Советского Союза, по которой на фронт по большей части отправляются только нацменьшинства, а русские составляют элитную прослойку. Хотя сама Фикация является русской, она стыдится своего происхождения. Всеми силами заботится о членах своей команды, которые отвечают ей тем же. Исчезает со всей командой, когда отправляется по собственной воле истребить всех бета-лазерников. Однако её дальнейшая судьба неизвестна, в последних кадрах видно, что Фикация встречает ТСФ, принадлежащий «Красным близняшкам».
Сэйю: Такако Хонда
Чуй Дзифэй (яп. 崔 亦菲 Куи Дзифэй) — первый лейтенант китайского фронта. Лидер команды ТСФ-пилотов «Бао-Фэнг» известной своей большой силой и мастерством. Очень самоуверенная и сначала намеревалась полностью «разбить» команду Юйи и Юи. Однако потерпела поражение, и объявила себя любовницей и невестой Юйи, после того, как заметила что Юи тайно влюблена в Юйи, начала давить на неё, чтобы та отстала от него. Очень сильна в ближнем бою.
Сэйю: Каори Исихара

### Группа 65
Леон Кудзэ (яп. レオン・クゼ Рэон Кудзэ) — член 65 группы боевой подготовки США. Когда-то давно дружил с Юей и учился с ним в одном училище. Как и Юя, он на половину японец однако является ревностным патриотом США, и отрицает в себе японские корни. Ненавидит Юю, особенно после того, как по его вине был убит Рик Свен.
Сэйю: Ватару Хатано

## Медиа

### Игры
Геймплей концентрируется в основном на взаимодействии игрока с персонажами, в большинстве времени игрок должен читать текст, отображаемый в нижней части экрана, развивать диалог между другими персонажами, или внутренние мысли управляемого героя. Игрок должен принимать решения, тем самым выбирая один из нескольких вариантов развития сюжета. В каждой сюжетной линии, можно выбирать по определённому управляемому персонажу, существует 12 возможных окончаний истории и чтобы просмотреть все сюжетные линии, игрок должен повторить игру несколько раз. Игра может неудачно закончится, если игрок сделает неправильное решение, однако он может вернуться на прежде сохранённое место, чтобы попробовать ещё раз. Muv-Luv разделён на две сюжетные арки: Extra и Unlimited, которые являются различными фазами в общем сюжете истории. Сначала доступна только арка Extra, но получив концовки двух главных героинь Сумики Кагами и Мэйи Мицуруги, игрок получает доступ к арке Unlimited. Игра Muv-Luv была впервые выпущена на CD 28 февраля 2003 года для Windows, а 30 апреля 2004 года была выпущена на DVD. Был выпущен также фан-диск под названием Muv-Luv Supplement, который включал в себя короткие дополнительные истории, обои для рабочего стола, аудио-драмы и трейлер предстоящей игры Muv-Luv Alternative. Ограниченный выпуск был выпущен на DVD 17 декабря 2004 года, а простое издание — 24 декабря.
Muv-Luv Alternative является продолжением истории Muv-Luv и начинается после конца арки Unlimited из оригинальной игры. Игра на DVD была выпущена 24 февраля 2006 года, а CD-версия вышла 3 марта 2006 года. Фан-диск игры Muv-Luv Alternative под названием Muv-Luv Altered Fable был выпущен 31 августа 2007 года, который предлагает альтернативный сюжет арки Extra из оригинальной игры, также радио-драму, обои для рабочего стола и короткую историю из Muv-Luv Alternative: Total Eclipse. Новые версии игры Muv-Luv и Muv-Luv Alternative без элементов эротического характера были выпущены 22 сентября 2006 года. Версия игры адаптированная компанией 5pb. для Xbox 360 была выпущена 27 октября 2011 года.

### Манга
Три манги, основанные на игре Muv-Luv и её продолжении Muv-Luv Alternative выпускались издательством MediaWorks (позже ставшей ASCII Media Works) в журнале Dengeki Daioh. Первая манга под названием Muv-Luv была написана и иллюстрирована Укё Такако, в нём сюжет разворачивается вокруг дополнительной части основного геймплея первой игры. Манга выпускалась издательством MediaWorks и собрана в 3 тома. Вторая манга, основана на игре Muv-Luv Unlimited, была написана, иллюстрирована Томо Хирёкавой и собрана в 4 тома. Третья манга Muv-Luv Alternative была написана и иллюстрирована Адзусой Махимой и основана на второй части одноимённой игры. Манга начала выпускаться в феврале 2007 года в журнале Dengeki Daioh. По данным на 12 февраля 2012 года компанией ASCII Media Works были выпущены 7 томов манги. 3 романа Muv-Luv Alternative: Total Eclipse, были написаны и иллюстрированы Такаси Исигаки и опубликованы 12 февраля 2012 года.
| №                                  | Дата публикации  | ISBN                   |
| Muv-Luv                            | Muv-Luv          | Muv-Luv                |
| ---------------------------------- | ---------------- | ---------------------- |
| 01                                 | 27 мая, 2003     | ISBN 978-4-8402-2924-1 |
| 02                                 | 27 июля, 2004    | ISBN 978-4-8402-2649-3 |
| 03                                 | 17 декабря, 2004 | ISBN 978-4-8402-2334-8 |
| Muv-Luv Unlimited                  |                  |                        |
| 01                                 | 27 апреля, 2005  | ISBN 978-4-8402-3053-7 |
| 02                                 | 27 февраля, 2006 | ISBN 978-4-8402-3369-9 |
| 03                                 | 27 февраля, 2007 | ISBN 978-4-8402-3790-1 |
| 04                                 | 27 марта, 2007   | ISBN 978-4-8402-3832-8 |
| Muv-Luv Alternative                |                  |                        |
| 01                                 | 26 апреля, 2008  | ISBN 978-4-04-867049-4 |
| 02                                 | 27 ноября, 2008  | ISBN 978-4-04-867442-3 |
| 03                                 | 27 июня, 2009    | ISBN 978-4-04-867866-7 |
| 04                                 | 27 января, 2010  | ISBN 978-4-04-868369-2 |
| 05                                 | 27 августа, 2010 | ISBN 978-4-04-868896-3 |
| 06                                 | 4 апреля, 2011   | ISBN 978-4-04-870406-9 |
| 07                                 | 27 октября, 2011 | ISBN 978-4-04-870982-8 |
| 08                                 | 4 апреля, 2012   | ISBN 978-4-04-886569-2 |
| 09                                 | 27 ноября, 2012  | ISBN 978-4-04-891190-0 |
| Muv-Luv Alternative: Total Eclipse |                  |                        |
| 01                                 | 27 мая, 2010     | ISBN 978-4-04-868623-5 |
| 02                                 | 26 февраля, 2011 | ISBN 978-4-04-870327-7 |
| 03                                 | 26 ноября, 2011  | ISBN 978-4-04-886095-6 |

### Романы
| №  | Заглавие                                                     | Дата публикации  | ISBN                   |
| -- | ------------------------------------------------------------ | ---------------- | ---------------------- |
| 01 | Muv-Luv 1: Extra: Unmei (マブラヴ 1 EXTRA 運命)              | 25 октября, 2006 | ISBN 978-4-08-630323-1 |
| 02 | Muv-Luv 2: Extra: Yūjō (マブラヴ 2 EXTRA 友情)               | 23 февраля, 2007 | ISBN 978-4-08-630344-6 |
| 03 | Muv-Luv 3: Unlimited: Sensō (マブラヴ 3 UNLIMITED 戦争)      | 25 июля, 2007    | ISBN 978-4-08-630371-2 |
| 04 | Muv-Luv 4: Unlimited: Haiboku (マブラヴ 4 UNLIMITED 敗北)    | 22 ноября, 2007  | ISBN 978-4-08-630390-3 |
| 05 | Muv-Luv 5: Alternative: Saiki (マブラヴ 5 ALTERNATIVE 再起)  | 25 марта, 2008   | ISBN 978-4-08-630414-6 |
| 06 | Muv-Luv 6: Alternative: Ruten (マブラヴ 6 ALTERNATIVE 流転)  | 21 ноября, 2008  | ISBN 978-4-08-630458-0 |
| 07 | Muv-Luv 7: Alternative: Kessen (マブラヴ 7 ALTERNATIVE 決戦) | 25 июня, 2009    | ISBN 978-4-08-630488-7 |

| №  | Заглавие | Дата публикации  | ISBN                   |
| -- | --- | ---------------- | ---------------------- |
| 01 | Muv-Luv Alternative: Total Eclipse 1: Oborozuki no Eji (マブラヴ オルタネイティヴ トータル・イクリプス 1 朧-の衛士)   | 25 декабря, 2007 | ISBN 978-4-7577-3920-8 |
| 02 | Muv-Luv Alternative: Total Eclipse 2: Shukumei no Dōrin (マブラヴ オルタネイティヴ トータル・イクリプス 2 宿命の動輪) | 30 мая, 2008     | ISBN 978-4-7577-4234-5 |
| 03 | Muv-Luv Alternative: Total Eclipse 3: Uromou no Orisei (マブラヴ オルタネイティヴ トータル・イクリプス 3 虚耗の檻穽)  | 26 декабря, 2008 | ISBN 978-4-7577-4521-6 |
| 04 | Muv-Luv Alternative: Total Eclipse 4: Zangou no Senya (マブラヴ オルタネイティヴ トータル・イクリプス 4 懺業の戦野)   | 30 января, 2009  | ISBN 978-4-7577-4650-3 |

### Аниме
24 июля 2011 года было объявлено о выходе аниме-адаптации романа Muv-Luv Alternative: Total Eclipse. Сериал был выпущен студией Satelight и транслировался впервые по японским телеканалам TV Tokyo, TV Osaka, TVQ Kyushu Broadcasting, TV Hokkaido, AT-X, TV Setouchi, TV Aichi и Nico Nico Douga со 2 июля 2012 года.

#### Список серий аниме
| Muv-Luv Alternative: Total Eclipse | Muv-Luv Alternative: Total Eclipse                                              | Muv-Luv Alternative: Total Eclipse |
| № серии                            | Название                                                                        | Трансляция в Японии                |
| ---------------------------------- | ------------------------------------------------------------------------------- | ---------------------------------- |
| 01                                 | The Imperial Capital Burns - Part One «Teito Moyu (zenpen)» (帝都燃ゆ (前編))   | 2 июля 2012                        |
| 02                                 | The Imperial Capital Burns - Part Two «Teito Moyu (kōhen)» (帝都燃ゆ (後編))    | 9 июля 2012                        |
| 03                                 | Verdant Yukon «Sōsōtaru yūkon» (錚々たるユーコン)                               | 16 июля 2012                       |
| 04                                 | A Flock of Hazy Moons «Oborodzuki no mure» (朧月の群れ)                         | 23 июля 2012                       |
| 05                                 | The Right Stuff «Tadashiki shishitsu» (正しき資質)                              | 30 июля 2012                       |
| 06                                 | Ultramarine «Gunjō» (群青)                                                      | 6 августа 2012                     |
| 07                                 | Wanderer's Whereabouts «Hyōhaku no yukue» (漂泊の行方)                          | 13 августа 2012                    |
| 08                                 | Far East Battle Lines «Kyokutō sensen» (極東戦線)                               | 20 августа 2012                    |
| 09                                 | Falling Tears «Rakurui» (落涙)                                                  | 27 августа 2012                    |
| 10                                 | Premonition «Yochō» (予兆)                                                      | 3 сентября 2012                    |
| 11                                 | BETA Offensive «BETA Shingeki» (BETA進撃)                                       | 10 сентября 2012                   |
| 12                                 | The End of the Fight to the Death «Shitō no hate» (死闘の果て)                  | 17 сентября 2012                   |
| 13                                 | The Value of Choice «Sentaku no taika» (選択の対価)                             | 24 сентября 2012                   |
| 14                                 | A Pilot's Honour «Eji no ichibun» (衛士の一分)                                  | 30 сентября 2012                   |
| 15                                 | Hot-on-heels Cross «Oisugaru jūjika» (追い縋る十字架)                           | 14 октября 2012                    |
| 16                                 | Pale Blue Flame «Aozameta homura» (蒼ざめた焔)                                  | 21 октября 2012                    |
| 17                                 | Dark Recollection «Honoguraki tsuioku» (仄暗き追憶)                             | 28 октября 2012                    |
| 18                                 | The Sound of Twisted Wings «Yugami no haoto» (歪みの羽音)                       | 4 ноября 2012                      |
| 19                                 | Deep Green «Fukamidori» (深緑)                                                  | 11 ноября 2012                     |
| 20                                 | The World Bares its Fangs «Kiba o muku sekai» (牙を剥く世界)                    | 25 ноября 2012                     |
| 21                                 | The Future Tears Open «Sakeru mirai» (裂ける未来)                               | 2 декабря 2012                     |
| 22                                 | Untainted Revenge «Kegare naki hōfuku» (汚れ無き報復)                           | 9 декабря 2012                     |
| 23                                 | The Victory Song of the Dead «Shiseru-mono-tachi no gaika» (屍せる者たちの凱歌) | 16 декабря 2012                    |
| 24                                 | White Darkness «Shiroi yami» (白い闇)                                           | 23 декабря 2012                    |

### Музыка
Открытие к игре Muv-Luv «Muv-Luv» (яп. マブラヴ) исполняет Минами Курибаяси. Закрытие для экстра-дополнения игры — «I Will», а у дополнения Unlimited — Harukanaru Furusato no Uta (яп. 遥かなる地球の歌), оба произведения исполняет Минами Курибаяси. В новой версии игры без возрастных ограничений открытие «divergence» исполняет Минами Курибаяси. Для дополнения Unlimited открытие — -sion- (яп. 紫音-sion-) исполняет Масами Окуи. Концовки в новой версии являются следующими: «I will» которую исполняет Минами Курибаяси, Kizu wa Kaseki ni Narenai Keredo (яп. 傷は化石にならないけれど) исполняет Аки Мисато, Astraea исполняет Миюки Хасимото и Little More (яп. リトル・モア), исполняет CooRie.
Открытия к продолжению Muv-Luv Alternative — Asu e no Houkou (яп. 未来への咆哮) исполняет JAM Project (эроге) и "NAME ～Kimi no Na wa～" (яп. NAME ～君の名は～) исполняет также JAM Project (для версии без возрастных ограничений). Концовка у двух версий игры одинаковая — "Muv-Luv (2006 ver.)" (яп. マブラヴ(2006ver.)), которую исполняет Минами Курибаяси.

## Критика
Согласно обзору первых 6 серий аниме, представитель сайта Anime News Network Ребекка Силверман отметила, что сам сериал получился по себе очень необычным. С одной стороны в нём чётко прослеживается происхождение из эротической игры, в частности откровенные женские пилотные костюмы, а также сцены, где главные героини появляются в купальниках. Первые 2 серии сильно отличаются от визуальной новеллы, особенно вторая серия, которая отличилась особенным зверством, где видно, что главная героиня в считаные минуты теряет целую команду, состоящую из её лучших подруг, двух из которых заживо съедают инопланетяне Бета. В последующих сериях можно обратить внимание, что картина сильно приближена к реализму, главные герои страдают предрассудками, а также правдоподобно демонстрируется политическая ситуация в человеческом обществе, которая могла бы возникнуть, если бы катастрофа произошла в действительности.